# Guangzhou International Women's Open 2016
Il  Guangzhou International Women's Open 2016 è stato un torneo di tennis giocato sul cemento all'aperto. È stata la tredicesima edizione del torneo che fa parte della categoria International nell'ambito del WTA Tour 2016. Il torneo si è giocato al Guangdong Olympic Tennis Centre di Canton, in Cina, dal 19 al 24 di settembre.

## Partecipanti

### Teste di serie
| Nazionalità | Giocatrice         | Ranking* | Testa di serie |
| ----------- | ------------------ | -------- | -------------- |
| Italia      | Sara Errani        | 36       | 1              |
| Serbia      | Jelena Janković    | 37       | 2              |
| Croazia     | Ana Konjuh         | 52       | 3              |
| Stati Uniti | Christina McHale   | 53       | 4              |
| Stati Uniti | Alison Riske       | 61       | 5              |
| Montenegro  | Danka Kovinić      | 63       | 6              |
| Rep. Ceca   | Kateřina Siniaková | 65       | 7              |
| Cina        | Zheng Saisai       | 70       | 8              |

* Ranking al 12 settembre 2016.

### Altre partecipanti
Le seguenti giocatrici hanno ricevuto una Wild card:
- Peng Shuai
- Wang Yafan
- Xu Shilin

Le seguenti giocatrici sono passate dalle qualificazioni:

- Ljudmyla Kičenok
- Junri Namigata
- Anastasija Pivovarova
- Sofia Šapatava
- Xun Fangying
- You Xiaodi

Le seguenti giocatrici sono entrate in tabellone come lucky loser:
- Cristiana Ferrando
- Ng Kwan-yau

## Campionesse

### Singolare
Lesja Tsurenko ha sconfitto in finale  Jelena Janković con il punteggio di 6-4, 3-6, 6-4.
- È il secondo titolo in carriera per la Tsurenko, primo della stagione.

### Doppio
Asia Muhammad /  Peng Shuai hanno sconfitto in finale  Ol'ga Govorcova /  Vera Lapko con il punteggio di 6-2, 7–6(3).